# Memín Pinguín

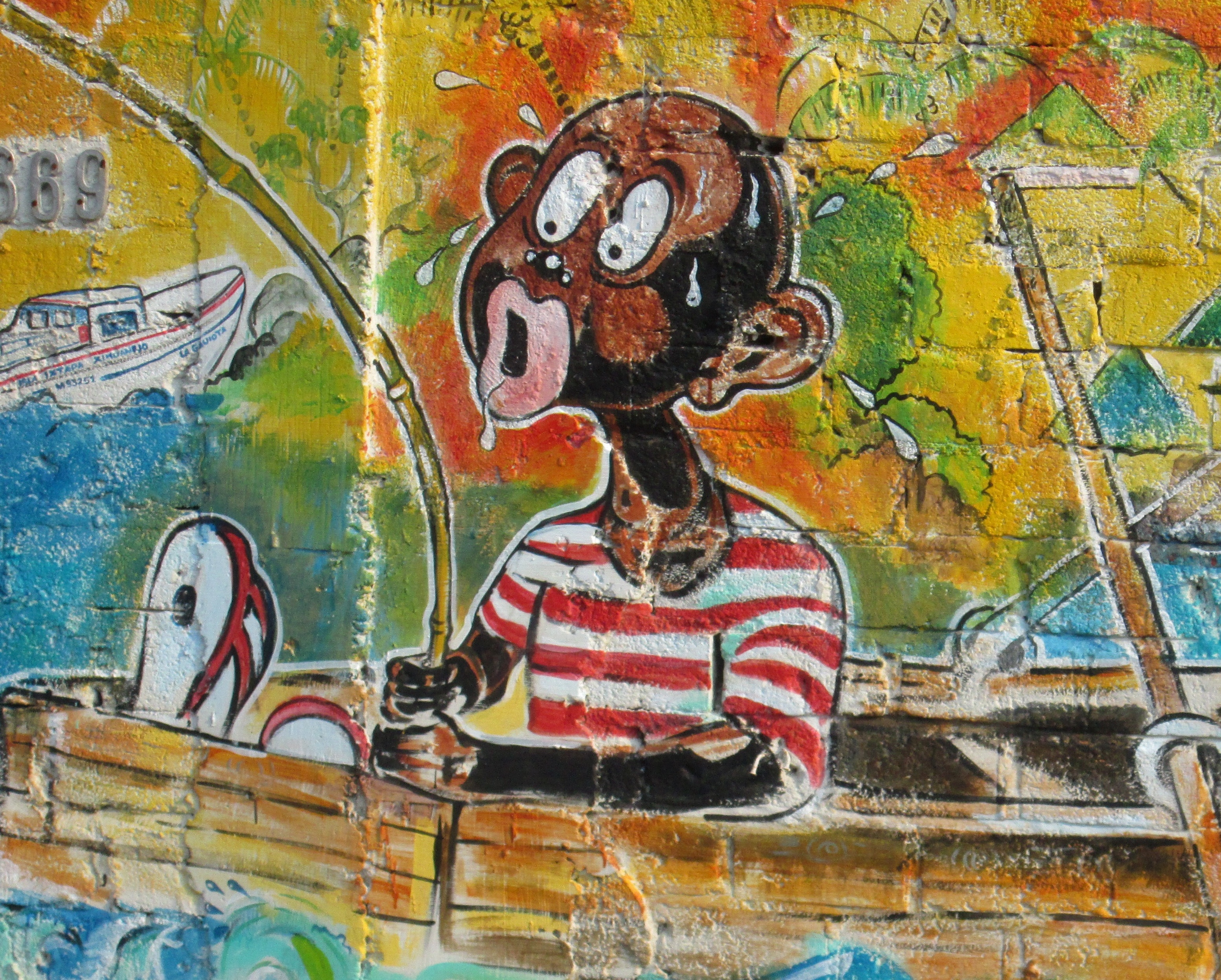
Peinture murale représentant le personnage de bande dessinée mexicain Memín Pinguin.

Memín Pinguín  est un personnage d'une historieta mexicaine créée en 1943 par Yolanda Vargas Dulché.
Cette bande dessinée représente un garçon afro-mexicain et le mode de vie dans les classes populaires. Très célèbre dans le pays d'origine, car étant le reflet de la vie quotidienne. Sa publication a cessé en 2011. D'après son dessinateur, Sixto Valencia Burgos, elle est de lecture obligatoire dans les écoles primaires des Philippines depuis 1975.

## Controverse
L'émission d'une série de timbres-poste à son effigie en juin 2005 fut sujet à controverse dans la communauté noire des États-Unis et dans les milieux politiques (dont Jesse Jackson et le président George W. Bush), le personnage y étant ressenti comme la représentation raciste et stéréotypée des Afro-Américains.
Ce fait a été contesté au Mexique et par les auteurs qui se défendent de tout racisme ; le quotidien mexicain La Jornada s'en est fait l'écho en 2005 et en 2013.